# Rupert-Neudeck-Gymnasium der Gemeinde Nottuln
Das Rupert-Neudeck-Gymnasium ist eine weiterführende Schule im westfälischen Nottuln. Namensgeber ist der Gründer der Cap Anamur/Deutsche Not-Ärzte und Grünhelme, Rupert Neudeck.

## Geschichte
Das Rupert-Neudeck-Gymnasium wurde im Jahr 1991 als „Gymnasium der Gemeinde Nottuln“ gegründet und ist seitdem die einzige weiterführende Schule in Nottuln, die das Abitur als Abschluss anbietet.
Zum Schuljahr 2017/2018 kam es zur Umbenennung hin zu Rupert Neudeck als Namensgeber. Der Vorschlag entsprang einer schulinternen Zukunftswerkstatt und stieß in allen Gremien auf große Zustimmung. Der Sozialausschuss der Gemeinde Nottuln stimmte im Frühjahr 2017 für die Namensänderung, die formal mit dem ersten Schultag des Schuljahres 2017/2018 in Kraft trat. Zur Namensgebungsfeier besuchte Witwe Christel Neudeck das Gymnasium.

## Schulprofil
Das Rupert-Neudeck-Gymnasium hat seit seiner Gründung fortwährend besondere Merkmale und Ausprägungen entwickelt, die auch über die Schule hinaus anerkannt sind. Als Ziel gilt die Entwicklung einer breitgefächerten Handlungsfähigkeit der Schüler auf dem Weg zum mündigen Menschen und als Vorbereitung auf ein Hochschulstudium oder eine qualifizierte Berufsausbildung.

### UNESCO-Projektschule
Im Rahmen des Namensgebungsprozesses zu Rupert-Neudeck-Gymnasium hat sich die Schule auch ein öffentliches Profil gegeben und sich als UNESCO-Projektschule beworben.

### Fremdsprachen
Am Rupert-Neudeck-Gymnasium werden die modernen Fremdsprachen Englisch, Französisch und Spanisch sowie das Fach Latein unterrichtet. In allen Sprachen werden verschiedene Wettbewerbe und Zertifikatskurse angeboten, so zum Beispiel das DELF-Zertifikat in Französisch und das Cambridge Certificate in Englisch. Die Vorbereitung auf diese Prüfung erfolgt in speziell dafür eingerichteten Kleingruppen. Im zweiten Teil des Wahlpflichtfaches „Betriebsanalysen – Wirtschaft – Business English“ wird ein besonderer Augenmerk auf das Kommunizieren im englischsprachigen Arbeitsfeld gelegt. Das Fach Latein kann mit dem Erwerb des Latinums abgeschlossen werden.

### MINT-Fächer
Am Rupert-Neudeck-Gymnasium werden verschiedenste MINT-Fächer unterrichtet: Mathematik, Biologie, Chemie, Physik, Informatik, Ökologie-Humanbiologie sowie Technik. In diesem Kurs, der auf den Unterrichtsfächern Mathematik, Informatik und Technik basiert, wird neben der darstellenden Geometrie und dem rechnergestützten technischen Zeichnen auch der Bau von Modellen 8 durchgeführt.

### Förderkonzept
Das Rupert-Neudeck-Gymnasium fördert jeden Schüler nach seinen individuellen Fähigkeiten und Neigungen um somit seinen Begabungspotentialen gerecht zu werden. Es unterbreitet Hilfsangebote bei Leistungsschwächen eben so wie es die Förderung leistungsstarker Schüler in den Blick nimmt. Genaue Beobachtung und Beratung sind Voraussetzung für das Erkennen der individuellen Leistungsfähigkeit und helfen bei der Zuweisung zu entsprechenden Förderprogrammen.
Teil des Förderkonzepts sind unter anderem die Hausaufgabenbetreuung für die Unterstufe, das Projekt „Das Lernen lernen“, die Durchführung verschiedener Arbeits- und Lernformen im Förderunterricht, individuelle Nachhilfe durch Oberstufenschüler und das Projekt „Schüler helfen Schülern“ aber Wettbewerbe in den Fremdsprachen (zum Beispiel die französischen DELF-Prüfungen) und MINT-Fächern. Auch im Bereich der Erziehung bestehen Förder- und Fordermaßnahmen wie beispielsweise ein Selbstbehauptungs- und Konflikttraining.

### Internationale Kontakte
Die Öffnung der Schule zum europäischen und außereuropäischen Ausland ist ein vorrangiges Ziel und bildet damit einen Beitrag zur Erziehung für Europa und zur Völkerverständigung. Das Gymnasium möchte, dass die Schüler ihre Sprachkenntnisse pflegen, Vorurteile abbauen, internationale Freundschaften knüpfen und ihren Horizont erweitern. Die Kontakte zu unseren Partnerschulen sollen den Lernenden Einblicke in andere Schulsysteme und in die Lebensweise der Partner im Ausland vermitteln. Ziel dieser Begegnungen ist neben der Förderung der sprachlichen Fähigkeiten also auch die Erschließung neuer kultureller Lebenswirklichkeiten in Familie, Schule und Freizeit. Darüber hinaus soll das interkulturelle Lernen das Interesse der Jugendlichen an den Beziehungen unseres Landes zu seinen europäischen und außereuropäischen Partnern wecken und fördern. Daher unterstützt die Schule Austauschfahrten von Schülergruppen und Auslandsaufenthalte einzelner Schüler. Auch nimmt sie regelmäßig Gastschüler aus anderen Ländern auf. Das Gymnasium hat eine polnische Partnerschule, das Miejskie Gimnazjum in Chodziez. Jedes Jahr nehmen jeweils etwa 25 Jugendliche an einem Austausch mit dieser Schule teil. Des Weiteren werden freundschaftliche Beziehungen zu zwei Partnerschulen in der frankophonen Schweiz unterhalten. Seit dem Schuljahr 2000/2001 finden regelmäßige Austauschmaßnahmen mit dem Lycée Jean-Piaget in Neuchâtel statt. Im Schuljahr 2004/2005 kam eine weitere Partnerschule, das Collège Madame de Staël aus Genf hinzu, das seinen Austausch im Schuljahr 2008/09 an das Collège Rousseau ebenfalls in Genf, weitergab. Die Französischschülern der Jahrgangsstufe 9 nehmen an dem 8-tägigen Austausch mit Genf, die der 11/ EF an dem mit Neuchâtel teil. Die Jugendlichen sind in dieser Zeit in den Familien ihrer Corres untergebracht und hospitieren in ihrem Unterricht. Es gibt ein Rahmenprogramm, zu dem die Erkundung von Neuchâtel bzw. Genf und der näheren Umgebung, aber auch Tagesausflüge, z. B. nach Bern oder nach Annecy in Frankreich, gehören.

### Klassenfahrten
Die Klassenfahrt in der Sekundarstufe 1, zum Ende der Klasse 5 an die Thülsfelder Talsperre, und der Skikompaktkurs in der Klasse 8, sollen ein verständnisvolles Miteinander der Schüler fördern. Des Weiteren wird in der Klasse 9 das sogenannte „BOSS Seminar“ als 3-tägige Berufsorientierungsfahrt angeboten.
In der Sekundarstufe 2 haben die Schülern darüber hinaus die Möglichkeit in der Jahrgangsstufe EF an einer politisch orientierten Berlinfahrt und den „Tagen religiöser Orientierung“ teilzunehmen. Wandertage und Erkundungstage gehören zum ständigen Angebot der Schule. Darüber hinaus erfolgen in vielen Fächern Unterrichtsgänge und Exkursionen. Für die gesamte Jahrgangsstufe Q2 wird zudem eine Abschlussfahrt nach Italien angeboten.

### Sportliche Aktivitäten
Auch im sportlichen Bereich ist das Rupert-Neudeck-Gymnasium aktiv. So fahren die achten Klassen jedes Jahr nach Österreich zu einem Skikompaktkurs, es bestehen diverse Schulmannschaften und es findet alljährlich ein Nikolausturnier für Schüler, Eltern, Lehrer und Ehemalige statt.

### Berufsorientierung
Zur Berufs- und Studienorientierung werden am Gymnasium mehr als 15 Angebote für alle Schüler vorgehalten, sie beginnen in Klasse 7 und enden in der Jahrgangsstufe 12. So gibt es beispielsweise die Veranstaltung „Fokus Beruf“, die 2011 ins Programm aufgenommen wurde. Darüber hinaus gibt es Projekte, die sich an bestimmte Interessengruppen wenden, z. B. die Ausbildung zum Schulsanitäter oder zum Sporthelfer, den Projektkurs „Schule trifft Wirtschaft“ in der Q2. Beim Modul BOSS handelt es sich um ein Seminar zur Berufsorientierung für Schüler am Ende der Sekundarstufe I mit außerschulischen Partnern, wie der Kreishandwerkerschaft, der Universität Münster und der Agentur für Arbeit.

### Medienkonzept
Im Schulnetzwerk befinden sich zwei Computerräume mit multimedial ausgestatteten PCs. Jedes am Rupert-Neudeck-Gymnasium erteilte Unterrichtsfach trägt mit seinen Möglichkeiten zur Medien-Erziehung bei. Diese sind innerhalb des Schulprogrammes in den Lehrplänen der einzelnen Fächer festgehalten. Ziel ist es, die Medienkompetenz der Schüler nachhaltig zu fördern.

## Politisches, soziales und gesellschaftliches Engagement
Das Gymnasium ist insbesondere im politisch-sozialen Bereich engagiert. Dabei stehen demokratische Verfahren und Projekte im Vordergrund, um die Nachhaltigkeit von Entscheidungen und Umsetzungen zu gewährleisten.
Gemeinsam mit der Gemeinde Nottuln werden Schüler auf eine verantwortungsbewussten Umgang mit Ressourcen vorbereitet.

### Das Polit-Café
In regelmäßigen Abständen veranstalten die Sozialwissenschaftskurse der Oberstufe öffentliche Podiumsdiskussionen mit Publikumsbeteiligung. Zu aktuellen Themen und Problemen werden Referenten aus Politik, Wirtschaft und Zivilgesellschaft eingeladen, um mit den Moderatoren (zwei Schüler des jeweiligen Kurses) und dem Publikum zu diskutieren und über Lösungswege zu streiten. Eingeladen sind alle interessierten Bürger. Seit seiner Gründung im Jahr 2007 durch Lehrer Werner Völlering ist das Polit-Café mittlerweile fester Bestandteil der Aktivitäten in der Gemeinde Nottuln. Diskussionen finden beispielsweise zu anstehenden Wahlen aber auch zu gesellschaftspolitisch relevanten Fragestellungen wie der Digitalisierung statt. Prominente Gäste waren unter anderem schon Sylvia Löhrmann und Robert Habeck.

### Schülerhaushalt
Die Schüler bekommen jedes Jahr einen bestimmten Betrag von der Gemeinde zur Verfügung gestellt. Die Schülervertretung ermittelt unter der Schülerschaft Vorschläge über die Verwendung des Geldes und die gesamte Schülerschaft stimmt im Anschluss ab.

### „GyNoFairnascht“
Ein Projektkurs Wirtschaft hat die Schülerfirma „GyNoFairnascht“ ins Leben gerufen. Die Schülerfirma verkauft zum einen fair gehandelte Süßigkeiten, Bananen und Schreibwaren. Der Verkauf findet zum Teil in den Pausen, im Lehrerzimmer und auf Veranstaltungen statt. Das Gymnasium bemüht sich auch um eine Bewerbung als Fairtrade-School. Um den Verkauf der Produkte der Schülerfirma zu steigern, entwerfen 5. und 7. Klassen Werbung für die Produkte.

### AULA-Schule
Das Rupert-Neudeck-Gymnasium ist Pilot-Schule beim AULA-Projekt, das Schüler aller Altersstufen motiviert, selbst ihr Schulleben zu gestalten bzw. zu verbessern. Dieses Projekt ist internetbasiert, um liquid Democracy zu üben.

### Model-European-Parliament-Projektfahrt
Schüler der Oberstufe nehmen bei dieser englischsprachigen Simulation des Europäischen Parlaments teil. Nachdem in der Schule Simulationen unterschiedlichster Gremien geübt wurden (Europäisches Parlament, Bundestag, UNO), lernen die Schüler ihre Interessen in weiteren Gremien zu artikulieren und durchzusetzen.

### Politische Bildungsfahrt nach Berlin
In der 10. Jahrgangsstufe lernen die Schüler historisch und politisch wichtige Institutionen in Berlin kennen (z. B. Bundestag, Stasi-Gefängnisse etc.) und erhalten die Möglichkeit ihre Interessen in simulierten Bundestags- und/oder Bundesratssitzungen sowie in Gesprächen mit Abgeordneten zu kommunizieren.

### Handy-Projekt
In Jahrgangsstufe 9 sammeln die Schüler ausrangierte Handys ein, um die darin vorhandenen Rohstoffe recyceln zu lassen. Mit über 200 gesammelten Handys im Jahr 2016 stößt dieses Projekt auch über das Gymnasium hinaus auf große Resonanz.

### Mary’s Meals
Das Rupert-Neudeck-Gymnasium unterstützt die Afrika-Hilfe der Organisation Mary’s Meals, unter anderem durch das Sammeln von gepackten Schultaschen.

### Sponsorenlauf
Das Gymnasium unterstützt in Zusammenarbeit mit dem Arbeitskreis Joao Pessoa soziale Projekte in Brasilien und Afrika. Zu diesem Zweck finden alljährlich verschiedene Veranstaltungen in der Schule statt. Der Sponsorenlauf soll schwerpunktmäßig die aus Nottuln stammende Missionsschwester und Ärztin Dr. Raphaela Händler unterstützen, die sich seit Jahren dem Auf- und Ausbau einer Schule in Tansania widmet.

### Soziales Engagement
Teil des Schulprogramms ist das sogenannte Soziale Engagement. Hierbei soll jeder Schüler zwischen der neunten und elften Jahrgangsstufe (Q1) für ca. ein halbes Jahr eine soziale Aufgabe im schulischen oder außerschulischen Bereich übernehmen. Die Aufgabenfelder reichen von Hausaufgabenbetreuung und Bibliotheksarbeit über die Leitung von Arbeitsgemeinschaften und die Übernahme organisatorischer Aufgaben in der Schule bis zur Betreuung von Senioren im Altenheim oder von Jugendmannschaften im Sportverein. Auch die Teilnahme am Schulsanitätsdienst oder die Mitarbeit in der Schülervertretung gilt als Soziales Engagement.
Mit diesen und weiteren Aktivitäten nimmt die Schule am Zertifizierungsprogramm „Schule der Zukunft – Bildung für Nachhaltigkeit“ teil. Außerdem wurde sie mehrfach durch das Förderprogramm Demokratisch Handeln für ihre Demokratiepädagogik ausgezeichnet.

### Projekt „Deckel drauf“
Die Schule sammelt Deckel aus Plastik um diese recyclen zu lassen und den Erlös zu spenden. In der Mensa kann jeder die Deckel in einen vorgesehenen Beutel werfen. Am UNESCO-Projekttag wurde dies nochmal gefördert: Die Schüler fragten Leute nach ihren Plastikdeckeln und durften sogar in Getränkemärkten die Deckel abschrauben.

### Förderverein
Der Förderverein des Rupert-Neudeck-Gymnasiums unterstützt viele Aktivitäten und Projekte. So fördert der Verein beispielsweise ein „Coolness“ Training für Jungen und ein „Power“ Training für Mädchen der Jahrgangsstufen 7 und 8, unterstützt die Theater-AG, die Ton-AG, das Lions Quest-Projekt, die „DELF“- Prüfung aber auch Rhetorikseminare, einen Berufseignungstest und ein ADAC-Fahrsicherheitstraining für Oberstufenschüler.

## Schülerzeitung
Die Schüler erstellen mit etwas Unterstützung durch Lehrer eine Schülerzeitung und halten so den Schulalltag fest. Die meisten Berichte drehen sich um Schulprojekte. Im ausschließlich von Schülern angefertigten Teil „Die Rupies“ erstellen die Kinder mehrere Unterhaltungsseiten mit Witzen, Fragen an Lehrer und anderen Rubriken.

## Schulgebäude und Architektur
Das Schulgebäude ist in mehrere Pavillons aufgeteilt, die um große Außenflächen gruppiert sind. Es gibt einen Pavillon für Kunst/Musik, Naturwissenschaften und einen Verwaltungspavillon inklusive Lehrerzimmer. Außerdem verfügt der Komplex über eine Mehrzweckhalle, eine Mensa, und ein Forum. Die Jahrgangsstufen 5, 6-9 und EF-Q2 befinden sich in getrennten Pavillons.